# Collège français Sadi-Carnot de Diego Suarez
Le Lycée français Sadi-Carnot ou Lycée français de Diego Suarez (LFDS), parfois Collège français de Diego Suarez, est un établissement scolaire français conventionné avec l'Agence pour l'enseignement français à l'étranger situé à Antsiranana, à Madagascar. 
Il offre actuellement un enseignement préscolaire (maternelle), élémentaire et secondaire jusqu'à la classe de 3e. Il offrait auparavant aussi un enseignement secondaire jusqu'au baccalauréat. Le second cycle est désormais assuré avec le Centre national d'enseignement à distance. 
Le lycée est ouvert depuis 1973. Il est aussi appelé le lycée consulaire de Diego-Suarez qui est destiné à accueillir les élèves des expatriés temporaires (diplomatiques, de la défense nationale française) ou résidents (binationalité française). Il est composé des classes du primaire, du collège, et du lycée de l'enseignement général. Son programme est identique au programme de l'éducation nationale de France. Les professeurs sont tous issus de la fonction publique française, jusque dans les années 80.